# Dror Kashtan
Dror Kashtan (in ebraico דרור קשטן‎?; Petah Tiqwa, 1º ottobre 1944 – Petah Tiqwa, 15 gennaio 2024) è stato un calciatore e allenatore di calcio israeliano, di ruolo centrocampista.

## Palmarès

### Giocatore
- Campionato israeliano: 1

Hapoel Petah Tiqwa: 1962-63

### Allenatore
- Campionato israeliano: 6

Hapoel Kfar Saba: 1981-82
Beitar Gerusalemme: 1986-87, 1992-93, 1997-98
Maccabi Tel Aviv: 1995-96
Hapoel Tel Aviv: 1999-00
- Coppa di Stato: 6

Hapoel Lod: 1983-84
Beitar Gerusalemme: 1985-86, 1988-89
Maccabi Tel Aviv: 1995-96
Hapoel Tel Aviv: 1999-00, 2005-06
- Toto Cup: 3

Beitar Gerusalemme: 1997-98
Hapoel Tel Aviv: 2001-02
Hapoel Petah Tiqwa: 2004-05